# Пронькин, Иван Тимофеевич
Иван Тимофеевич Пронькин (1911—1992) — советский передовик сельскохозяйственного производства, бригадир колхоза им. Ленина Вурнарского района, Герой Социалистического Труда (1948). Депутат Верховного Совета Чувашской АССР 1951 года (Вурнарский избирательный округ № 48 Вурнарского района).

## Биография
Родился 5 мая 1911 года в деревне Кольцовка (ныне — Вурнарского района Чувашии). Работал трактористом, бригадиром тракторной бригады тракторной бригады Вурнарской МТС. Участник Великой Отечественной войны 1941—1945 гг.
Награждён двумя орденами Ленина, Отечественной войны 2-й степени, медалями.

## Высшая награда
Указом Президиума Верховного Совета СССР от 5 мая 1949 года за высокие производственные показатели, за получение высоких урожаев сельскохозяйственных культур Ивану Тимофеевичу Пронькину присвоено звание Героя Социалистического Труда с вручением ордена Ленина и золотой медали «Серп и Молот».